# Горошко Ярослав Павлович
Горо́шко Яросла́в Па́влович (4 жовтня 1957, с. Борщівка Лановецького району Тернопільської області — 8 червня 1994, м. Київ) — український військовик, підполковник, Герой Радянського Союзу, перший командир 1-го окремого загону спеціального призначення ГУР МО України. Посмертно занесений до Галереї героїв Головного управління розвідки Міністерства оборони України.

## Життєпис
Ярослав Горошко народився в селі Борщівка Лановецького району, що на Тернопільщині 4 жовтня 1957 року в родині сільських вчителів Мотрі Лаврентіївни та Павла Кіндратовича Горошків (воював в УПА і за це відсидів більше семи років в більшовицьких концтаборах).
Після закінчення 10 класів Борщівської середньої школи Ярослав намагався вступити до Хмельницького вищого артилерійського командного училища, але недобрав балів. Працював на електроремонтному заводі. У збройних силах з 1976 року. Відслуживши строкову службу в лавах Радянської Армії, у липні 1977 року вступив до ХВАКУ, яке закінчив у 1981 році.

## В Афганістані
Після військового училища подав рапорт командуванню з проханням направити його для проходження подальшої служби до обмеженого контингенту радянських військ в Афганістані. Був призначений на посаду командира мінометного взводу десантно-штурмової роти 70-ї окремої гвардійської Червонопрапорної мотострілецької бригади, що вела бої в Кандагарі. За участь у бойових діях нагороджений орденом Червоної Зірки та медаллю «За відвагу».
Після повернення у 1983 році з Афганістану Ярослав Горошко був направлений для проходження подальшої служби до 8-ї окремої бригади спеціального призначення, що дислокувалася у місті Ізяславі Хмельницької області на посаду командира взводу спеціального озброєння. Зарекомендував себе як старанний та дисциплінований офіцер, який приділяє значну увагу бойовій та фізичній підготовці свого підрозділу. На одному із змагань груп спеціального призначення молодого командира помітили та запропонували посаду командира роти спеціального призначення у 5-й окремій бригаді спеціального призначення (місто Мар'їна Горка в Білорусі). У грудні 1986 року капітан Горошко відбув для проходження служби до Мар'їної Горки. Через рік його рота стала найкращою з-поміж рот спеціального призначення бригади.
У січні 1987 року Ярослав Горошко вдруге добровільно подав рапорт з проханням направити його для проходження подальшої служби до Демократичної Республіки Афганістан і в лютому того ж року призначений на посаду командира роти спеціального призначення 186-го окремого загону СпП 22-ї окремої гвардійської бригади спеціального призначення 40-ї армії (Шахджой, провінція Забуль). Серед основних завдань, що стояли перед «спецназівцями», були виявлення і знищення душманських караванів зі зброєю та боєприпасами, а також боротьба з загонами моджахедів, що діяли в прикордонних районах. Здійснив понад 40 бойових виходів. Майже всі його бойові виходи були результативними.
У ніч на 31 жовтня 1987 року розвідувальна група СпП під командуванням старшого лейтенанта Олега Онищука атакована численною групою душманів та в ході нерівного бою практично повністю загинула. Вранці 31 жовтня група на чолі з капітаном Горошком вилетіла на допомогу групі Онищука. Біля кишлака Дурі група Горошка вступила в жорстокий бій із моджахедами, які значно переважали у чисельності, знищила вогнем та в рукопашному бою понад два десятки бойовиків і винесла з поля бою тіла загиблих розвідників із групи Онищука. Згодом бій біля кишлаку Дурі увійшов до історії спецназу. За участь у бойових і розвідувальних діях, виконання спеціальних завдань із надання інтернаціональної допомоги в лютому 1988 року капітан Горошко Ярослав Павлович нагороджений другим орденом Червоної Зірки, а 5 травня 1988 року удостоєний звання Героя Радянського Союзу.
Повернувшись з Афганістану Ярослав Горошко вступив до військової академії імені М. В. Фрунзе, яку закінчив у 1991 році. Після завершення академії Герою запропонували високу посаду у Москві з можливістю швидкого просування по службі, але Ярослав Павлович відмовився. «Я українець і хотів би повернутися служити на Україну» — сказав він високопосадовцям у Москві. Його прохання задовольнили і Горошка направили у 8-му (Ізяславську) окрему бригаду СпП на посаду командира окремого батальйону спеціального призначення.

## В Україні
Під час серпневого путчу, будучи командиром елітарної Ізяславської бригади спецназу, відмовився виконувати накази спрямовані проти українського народу, за що був переслідуваний проросійською п’ятою колоною вже у незалежній Україні. Звільнений з рядів Збройних сил, але завдяки втручанню низки відомих політиків, генералів та депутатів ВРУ поновлений на службі. Розробляв та брав участь у низці націозахисний військових операцій по видворенню ворожих російських частин з території України.
Був одним з творців військової розвідки та контрозвідки збройних сил України. Служив у 1464-му полку спеціального призначення чорноморського флоту України.
Влітку 1993 року прийнятий в члени ОУН. Після формування центрального апарату воєнної розвідки незалежної України у вересні 1993 року підполковнику Горошку доручено сформувати 10-й окремий загін спеціального призначення ГУР МО (Київ, острів Рибальський). Командир вольовий, жорсткий, але справедливий, він готував новий український спецназ так, як підказував його багаторічний бойовий досвід. До його обов'язків також входила підготовка водолазів-розвідників. А це особливий, доволі специфічний напрям роботи. Як бойовий командир Ярослав Павлович не мав права відставати від своїх підлеглих, тому приділяв власній водолазній підготовці особливу увагу, постійно вдосконалюючи свою майстерність.

## Загибель
8 червня 1994 року під час одного із занять з водолазної підготовки в акваторії Дніпра підполковник Горошко трагічно загинув за нез'ясованих обставин. За однією версію він загинув через інфаркт, за іншою  - він був знайдений мертвим з ознаками насильницької смерті. Під час похорону до труни „люди в цивільному” не допускали навіть Народних депутатів України.
Похований у рідному селі. В Ярослава Павловича лишилось два сини — Павло та Іван. Вони обидва, як мріяв їх батько, стали офіцерами-розвідниками.

## Вшанування пам'яті
Ім'я Ярослава Горошка внесене до «Книги пам'яті» ГУР МО України. У 2006 році заснований Музей Головного управління розвідки Міністерства оборони України, особливе місце в якому відведено під експозицію, що висвітлює життєвий шлях Горошка. Крім того, у військовій частині, якою командував Ярослав Павлович, створено фотоекспозицію, яка відображає його бойовий шлях. Входив до числа найбільш відомих спецназівців свого часу у світі.
У 2007 році, до 50-ї річниці від дня народження Ярослава Павловича, в рідній школі Героя в селі Борщівка відкрито музею його імені. Представники афганських організацій Тернополя багато років домагаються від місцевої влади назвати одну із вулиць обласного центру іменем Героя Ярослава Горошка.